# Hakushika
A Hakushika (oficialmente nomeada como Tatsuuma-Honke Brewing Co., Ltd) é uma indústria japonesa de saquê. Sua origem é datada de 1662, em Nishinomiya (cidade que sedia a empresa), na região de Nada-ku (localizada entre Osaka e Kobe), sendo considerado atualmente um nome tradicional na sua área de atuação. 
Esta empresa possui um memorial que conta sua história, sendo este um dos pontos turísticos de Nishinomiya.

## História
A história da empresa teve início em 1662, quando Kichizaemon Tatsuuma fundou uma cervejaria em Nishinomiya. A região era privilegiada, sobretudo por estar próxima ao oceano, além das condições para plantio do arroz (alinha à qualidade de sua água) serem pontos de destaque à época. Em si, o século XVII mostrou o surgimento de um novo ciclo na cultura japonesa, com o crescimento local em tópicos como artes e assuntos de gosto, no qual adentrava as bebidas com sabor mais apurado produzidas a partir de técnicas mais aprimoradas, sendo o saquê parte importante deste conceito.
Em 1840, a família Tatsuuma entrou no segmento da fabricação de barcos à vela e na venda da chamada "água miyamizu". O líder desta família, em 1877, inscreveu seu saquê em uma competição de nível nacional, sendo Hakushika o seu nome. A conquista do prêmio levou esta marca a ser a principal de sua cervejaria. Após as duas guerras mundiais, em meados dos anos de 1950, o saquê Hakushika começou a ser mais consumido nas refeições japonesas e, na mesma década, começou a ser exportado para os Estados Unidos. As décadas de 1980 e 1990 mostraram a crescente popularidade desta marca de saquê no mundo.
Atualmente, a indústria preserva os processos artesanais de fermentação e filtração, com o emprego de água da montanha de Rokko em Nishinomiya e do arroz Yamadanishiki (especial para saquês), polido em até cinquenta porcento para aumentar sua pureza. Hoje, o nome Hakushika é visto como pertencente a uma das melhores cervejas japonesas.

### Premiações
Hakushika foi eleita a melhor marca de saquê do mundo por três anos consecutivos (2006 a 2008),[carece de fontes?] pela Monde Selection Brussels (que premia as melhores bebidas do mundo desde 1961).
A marca foi também premiada no Fine Sake Awards Japan 2018, com a medalha de ouro em sua principal categoria, a The Fine Sake Awards Japan.

### Museu
O Memorial do Saquê de Hakushika (em japonês: 白鹿記念酒造博物館; em inglês: Hakushika Memorial Sake Museum), também conhecido como Museu do Saquê (em inglês: Sake Museum), foi inaugurado em 1982 com o objetivo de comemorar o 320º aniversário desde o início dos trabalhos de Tatsuuma com a marca Hakushika. Exposições e palestras sobre saquê são exemplos de eventos realizados neste local, com foco na história desta tradicional bebida japonesa.

## Empresa
Entre os fatores que determinam a pureza da bebida destacam-se o nível de polimento do arroz, a origem da água e a habilidade do produtor (conhecido como toji). Desse modo, alguns fatores são categorizados os seguintes tipos de saquê.
- Honjozo - com 30% de polimento, produzindo um saquê do tipo premium, sendo diluído em álcool para aumentar o rendimento da produção; tem como característica um odor menos encorpado.
- Junmai - com 30% de polimento, sem diluição.
- Ginjo - com 40% de polimento, produzindo um saquê extra-premium.
- Dai-Ginjo - com 50% de polimento, produzindo um saquê extra-premium.

### Classificações
Os saquês produzidos por esta indústria são:
- Karakuchi - um saquê de tipo "seco".
- Genshu - de sabor mais acentuado do que os demais.
- Koshu - envelhecido antes de ser engarrafado.
- Nama - produzido sem pasteurização ("cru"), com prazo de validade mais curto.
- Toru - armazenado em recipientes de madeira, é mais próximo dos antigos processos artesanais de fabricação.
- Nigori - saquê não filtrado, de aspecto turvo, devido ao sedimento de arroz remanescente.
- Sparkling - gaseificado.